# Павловська сільська рада (Павловський район)
Па́вловська сільська рада (рос. Павловский сельский совет) — сільське поселення у складі Павловського району Алтайського краю Росії.
Адміністративний центр — село Павловськ.

## Населення
Населення — 14179 осіб (2019; 14892 в 2010, 15349 у 2002).

## Склад
До складу сільської ради входять:
| Населений пункт  | Населення, осіб (2002) | Населення, осіб (2010) |
| ---------------- | ---------------------- | ---------------------- |
| Боровиково, село | 405                    | 359                    |
| Павловськ, село  | 14944                  | 14533                  |